# Mayday (radiosignaal)
Mayday is het in de radiotelefonie gebruikelijke signaal voor noodgevallen. Het is vergelijkbaar met het SOS in de radiotelegrafie. De term is een verbastering van het Franse "m'aidez" ("helpt mij").
Om misbruik te voorkomen en de hulp zo snel en efficiënt mogelijk ter plaatse te krijgen is het gebruik van 'Mayday' aan bepaalde protocollen en regels onderworpen. De term 'Mayday' kwam in de jaren 1925-1930 in gebruik op voorstel van de Britse luchtverkeersleider Frederick Stanley Mockford.

## Luchtvaart
In de burgerluchtvaart is de internationale noodfrequentie 121,500 MHz. De militaire luchtvaart gebruikt 243,000 MHz als noodfrequentie. Daarnaast bestaat in Nederland voor de burgerluchtvaart de secundaire noodfrequentie 120,875 MHz, officieel Netherlands Discrete Emergency Frequency genoemd.

## Scheepvaart
Ook in de scheepvaart wordt het Mayday-signaal gebruikt voor een levensbedreigende situatie voor schip of (een lid van de) bemanning. De noodkanalen zijn voor de scheepvaart op zee VHF-kanaal 16, en de middengolf 2182 kHz of op binnenwateren VHF-kanaal 10 of het aangewezen blokkanaal.

## Standaard
De mayday-oproep dient (indien mogelijk) in de standaardvorm in de Engelse taal te worden uitgesproken:
- “Mayday!  mayday!  mayday!”
- ”This is”  roepletters of callsign van het schip of luchtvaartuig
- (Geschatte) positie van het vaartuig
- De aard van het noodgeval en de gevraagde hulp
- Enig andere informatie die van hulp kan zijn bij de redding

## Andere noodsignalen
Voor niet-levensbedreigende urgente gevallen wordt het signaal "pan-pan" gebruikt, "sécurité" wordt gebruikt voor algemene waarschuwingen.